# Josias
Pour les articles homonymes, voir Josias (homonymie).
Cet article traite du personnage Josias tel qu'il apparaît dans la Bible, et ne donne pas de données archéologiques ni historiques.
Josias (hébreu : יֹאשִׁיָּהוּ, Yoshiyyahou), fils et successeur d'Amon, occupe, selon la Bible, le 16e règne de Juda de 640 av. J.-C. à 609 av. J.-C., année où il est vaincu et mortellement blessé à la bataille de Megiddo par le pharaon Néchao II. Il est le père de trois rois qui lui succèdent sur le trône de Juda : Joachaz, Joaqim et Sédécias. Il est contemporain de la prophétesse Houldah, des prophètes Jérémie, Sophonie, et est considéré comme un « nouveau » David.

## Historique

### Récit biblique
D'après le Deuxième Livre des Rois, pendant la dix-huitième année de son règne, Josias ordonne que l'on répare les dégradations du Temple de Salomon. À cette occasion, le Grand-prêtre Helcias (en) déclare avoir trouvé un exemplaire du « livre de la Loi » dans le Temple (voir 2 Rois 22-8). Après en avoir entendu la lecture, Josias pleure et envoie consulter son Dieu, car il estime que, depuis longtemps, son royaume ne vit pas selon la Loi divine. 
Josias ordonne à  Helcias (en) le Grand-prêtre, à Ahicam le fils de Saphan, à Achbor le fils de Micha, à Saphan son secrétaire et à Asaïa son serviteur d'aller consulter Dieu et ceux-ci s'adressent alors à la prophétesse Houldah,. Elle répond que Dieu a effectivement condamné le royaume de Juda, mais Josias, qui a bien réagi au rappel de la Loi, n'assistera pas à ce malheur,. Josias organise alors une lecture publique du livre au Temple de Salomon, puis ordonne d'éradiquer tout culte qui n'est pas celui de ce Dieu dans les royaumes de Juda. Pour cela, il s'attaque aux idoles, aux lieux de culte et aux prêtres ; cet acte constitue ce que l'on appelle la réforme de Josias. En particulier, il démolit le veau d'or érigé trois siècles plus tôt à Béthel par Jéroboam Ier, roi d'Israël. Puis, il ordonne à son peuple de célébrer la fête annuelle de Pessa'h, qui est signalée comme la plus belle depuis le temps des Juges. 
La Bible distingue ce roi comme le plus sensible à la loi de Moïse qui ait jamais gouverné. Toutefois, ce n'est pas suffisant pour compenser, aux yeux du Dieu d'Israël, les offenses de l’ancien roi de Juda, son grand-père Manassé.
Il est tué à Megiddo, peut-être parce qu'il tentait de s'opposer au passage de l'armée du pharaon égyptien Nékao II.
Josias est transporté mort à Jérusalem pour y être enseveli. Les circonstances de sa mort sont perçues comme catastrophiques et le lieu de sa mort, la colline de Megiddo (har Megiddo en hébreu) devient Armageddon dans l'Apocalypse de Jean, le lieu du combat final entre le Bien et le Mal.

### Analyse
Diverses interprétations de ce « livre de la Loi » (Voir 2 Rois 22-8) ont été faites : 
- Certains théologiens juifs considèrent que ce « livre de la Loi » est la Torah (c'est-à-dire les cinq livres du Pentateuque).
- Saadia Gaon, un rabbin du Xe siècle, considère que la Torah écrite retrouvée à l'époque de Josias est incomplète et que nous ne possédons que ce qui a été transmis par la tradition orale (Sa'adia Gaon, Heqdem, premier chapitre).
- Son identification avec le seul Deutéronome (le dernier livre du Pentateuque) est attesté dès Jean Chrysostome Père de l'Église grecque au IVe siècle, reprise par Jérôme Père de l'Eglise latine au Ve siècle.
- Wilhelm Martin Leberecht de Wette (1805) a imposé à l'exégèse historico-critique l'équivalence entre le « livre de la loi » et le Deutéronome.

Josias fait de ce Livre la base de la réforme de la religion juive et de l'éradication du culte des idoles, des « hauts lieux » (semble-t-il des sanctuaires installés sur des hauteurs) et de divinités entourant YHWH.
Le polythéisme israélite est en effet bien attesté avant Josias. « Les inscriptions datant du VIIIe siècle, trouvées sur le site de Kuntillet Ajrud, dans le nord-est du Sinaï […] font apparemment référence à la déesse Asherah comme étant l'épouse de Yahvé ». On trouve aussi la mention « YHWH et son épouse Ashera » sur une inscription datant de la monarchie tardive (vers -600) dans la région de la Shefelah (royaume de Juda).

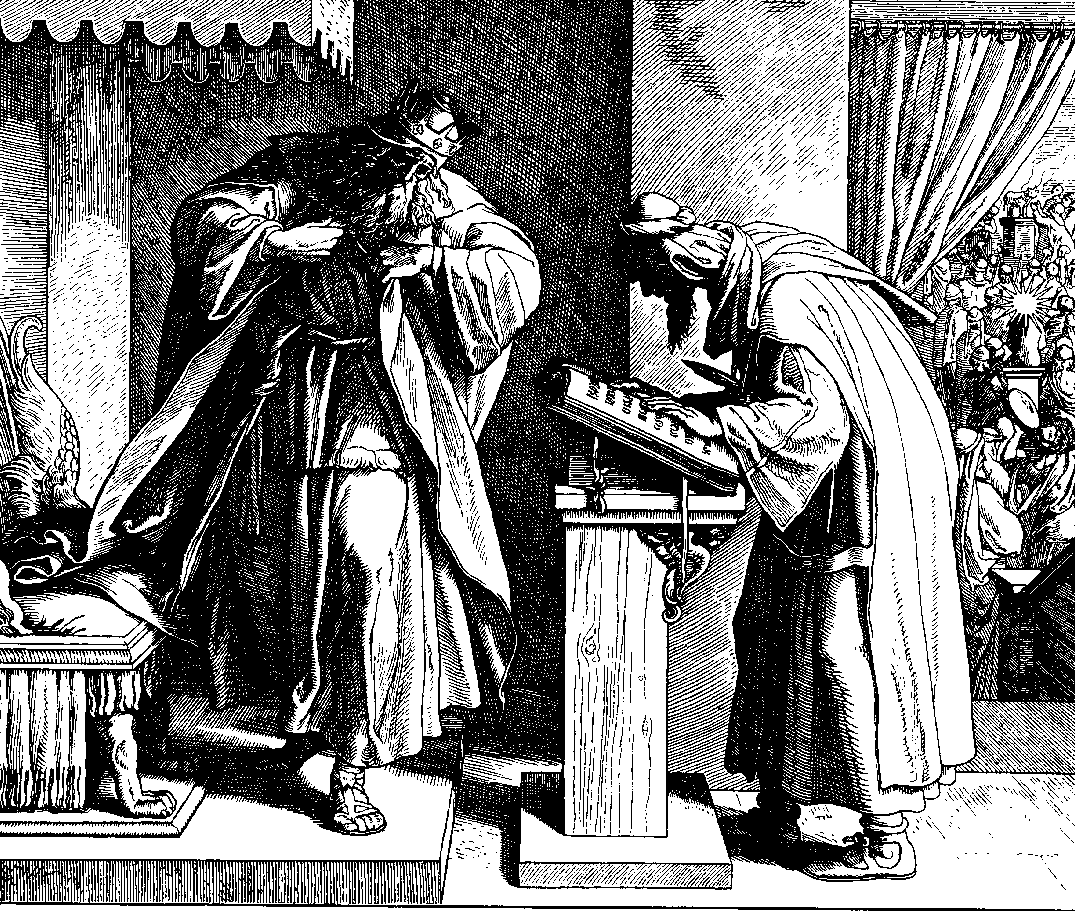
Josias entend la parole du Seigneur dans le Livre de la Loi lu par son secrétaire Schaphan, gravure de Julius Schnorr von Carolsfeld (1858).

La Bible présente Josias comme luttant contre ces cultes : il « ordonna […] de retirer du sanctuaire de YHWH tous les objets de culte qui avaient été faits pour Baal, pour Ashera et pour toute l'armée du ciel […]. Il supprima les faux prêtres que les rois de Juda avaient installés et qui sacrifiaient […] à Baal, au soleil, à la lune, aux constellations et à toute l'armée du ciel. […] Il démolit la demeure des prostituées sacrées, qui était dans le temple de YHWH ».
Cette réforme religieuse est présentée par la Bible comme un retour au monothéisme originel partiellement oublié par les israélites. À l'inverse, bon nombre d'historiens considèrent Josias comme le véritable créateur du monothéisme hébraïque moderne, ayant imposé une vision de YHWH comme dieu unique, et non plus seulement comme dieu suprême des israélites. Dans cette hypothèse, Josias n'est pas le créateur de cette vision (qui se dessine dans les sources plus anciennes dites du Yahviste et dans l'Élohiste de l'hypothèse documentaire), mais son porte-parole dans le combat théologique l'opposant à la tendance élohiste.

## Postérité littéraire
- Josias. Vrai miroir des choses adueues de notre temps, 1566, Messer Phillone (peut-être le pseudonyme de Louis des Masures). Tragédie traduite de l’italien, Genève, chez François Perrin ; et 1583, Genève, chez Gabriel Cartier pour Claude d’Augiz